# UK Schmidt Telescope
UK Schmidt Telescope (UKST, pełna nazwa United Kingdom Schmidt Telescope) – teleskop optyczny o aperturze 1,2 m i bardzo szerokim polu widzenia, znajdujący się na terenie Obserwatorium Siding Spring, w pobliżu miasta Coonabarabran w Australii. Został oddany do użytku w 1973 roku.
Początkowo zarządzało nim brytyjskie Obserwatorium Królewskie w Edynburgu w imieniu agencji rządowej Science Research Council (SRC). W czerwcu 1988 roku kontrolę nad teleskopem przekazano Obserwatorium Angielsko-Australijskiemu (Anglo-Australian Observatory), które było przedsięwzięciem brytyjsko-australijskim i zarządzało już sąsiednim, dużo większym Teleskopem Angielsko-Australijskim (AAT). Po wycofaniu się Wielkiej Brytanii ze współpracy, w 2010 roku przekształciło się ono w Australijskie Obserwatorium Astronomiczne (Australian Astronomical Observatory), w całości kontrolowane przez Australię.
Teleskopy UKST i AAT uzupełniają się wzajemnie i wiele projektów realizowanych przez AAT zależy od szerokokątnych możliwości teleskopu UKST, np. razem teleskopy te odkryły i potwierdziły wiele odległych kwazarów.
UKST to teleskop typu Schmidta przeznaczony do wykonywania przeglądów nocnego nieba. Jest bardzo podobny do Teleskopu Samuela Oschina w Obserwatorium Palomar w USA. Teleskop UKST został zaprojektowany do wykonywania zdjęć obszarów nieba w polu widzenia 6,6 × 6,6° na płytach fotograficznych o wymiarach 356 × 356 mm w celu stworzenia fotograficznych atlasów nieba.

## Historia budowy
Decyzję o budowie teleskopu UKST podjęła Wielka Brytania w 1970 roku, gdy trwała już budowa sąsiedniego teleskopu AAT. Budowę rozpoczęła w czerwcu 1971 roku firma Sir Howard Grubb Parsons & Company Limited z Newcastle upon Tyne w Wielkiej Brytanii. W maju 1973 teleskop został dostarczony na górę Siding Spring, a w czerwcu wykonał pierwsze zdjęcie. Uroczystego otwarcia dokonał 17 sierpnia 1973 roku Bengt Strömgren, prezydent Międzynarodowej Unii Astronomicznej. Do służby teleskop wszedł 3 września tego samego roku.

## Fotograficzne przeglądy nieba
Pierwszy fotograficzny przegląd nieba w świetle niebieskim teleskop ukończył w latach 80. Został on wykonany w koordynacji z należącym do ESO 1,0-metrowym teleskopem Schmidta w Obserwatorium La Silla w Chile, który wykonał podobny przegląd w świetle czerwonym. W kolejnych latach UKST wykonał kilka innych fotograficznych przeglądów nieba w różnych kolorach światła widzialnego oraz w bliskiej podczerwieni.
Zdjęcia wykonane przez UKST zostały zdigitalizowane przez amerykański Space Telescope Science Institute i posłużyły do stworzenia cyfrowego atlasu nieba Digitized Sky Survey (DSS), a po przetworzeniu i kalibracji użyto ich do stworzenia Guide Star Catalog użytego w misji Kosmicznego Teleskopu Hubble’a.

## Modernizacje i spektroskopowe przeglądy nieba
W latach osiemdziesiątych na teleskopie UKST zainstalowano eksperymentalny, pierwszy w świecie szerokokątny wieloobiektowy system spektroskopowy o nazwie FLAIR (Fibre-Linked Array Image Reformatter), wykorzystujący zestaw 39 ruchomych światłowodów ustawianych tak, by móc badać spektra wielu obiektów jednocześnie. W 1988 został on zastąpiony przez PANACHE (PANoramic Area Coverage with Higher Efficiency), który miał ulepszony system sterowania światłowodami oraz ulepszony detektor CCD w spektrografie. Trzecia wersja urządzenia (FLAIR II) została zainstalowana w 1992 roku i miała 90 światłowodów oraz znacznie udoskonalony spektrograf.
We wszystkich tych wersjach ustawianie światłowodów w odpowiedniej pozycji odbywało się w sposób ręczny, co było żmudne i czasochłonne. Dlatego
w 2001 na teleskopie zainstalowano system spektroskopowy o nazwie 6dF (skrót od Six-degree Field instrument), wykorzystujący matrycę 150 mechanicznie sterowalnych światłowodów, dzięki którym można było badać spektra nawet 150 obiektów (gwiazd lub galaktyk) jednocześnie. Urządzenie 6dF zastąpiło oryginalny system fotograficzny teleskopu wykorzystujący płyty fotograficzne (ostatnie zdjęcie teleskop wykonał w 2005 roku, łącznie wykonał około 19 500 zdjęć). Odtąd spektroskopowe przeglądy nieba stały się głównym zadaniem teleskopu.
W latach 2001–2005 wykonano przegląd 6dF Galaxy Survey, w wyniku którego uzyskano dane o przesunięciach ku czerwieni ponad 120 tysięcy galaktyk oraz bardziej szczegółowe informacje o 10 tysiącach najjaśniejszych z nich.
W latach 2003–2013 odbył się przegląd nieba RAVE (Radial Velocity Experiment), który zbadał spektra prawie pół miliona gwiazd Drogi Mlecznej, dzięki czemu poznano takie ich parametry jak prędkość radialna, metaliczność, grawitacja powierzchniowa.
W latach 2014–2015 UKST przeszedł kolejne modernizacje – odtąd możliwa jest zdalna obsługa teleskopu, zainstalowano także nowy spektrograf i nowy system ruchomych światłowodów o nazwie starbug. Zostanie on wykorzystany w dwóch kolejnych przeglądach nieba, które rozpoczną się w 2016 roku – Taipan i Funnelweb.